# Hexacrobylidae
Ce taxon est aujourd'hui obsolète. Dénomination actuelle : Molgulidae (intégré à cette famille).
Classe
Ordre
Famille
Les Hexacrobylidae sont une famille de tuniciers, membres de l'ordre monotypique des Aspiraculata de la classe monotypique des Sorberacea.
Ces taxons ont été déclarés invalides lors de la révision en 2007 de la taxonomie des Tunicata. Les membres de la famille des Hexacrobylidae ont été assignés à la famille des Molgulidae, classe des Ascidiacea,.

## Description
Les Sorberacea sont des tuniciers benthiques, qui ressemblent aux ascidies. Les caractéristiques qui les différencient de ces dernières sont : un pharynx réduit, une rétention du tube neural au stade adulte, la position superficielle des ganglions nerveux et une histologie particulière des cellules de l'appareil digestif. Leur siphon inhalent est large et entouré de six large lobes, tandis que leur siphon exhalent est petit. Ils mesurent de 2 à 6 cm.

## Écologie et comportement
Les membres de ce taxon ne sont pas des filtreurs. Ils se nourrissent d'invertébrés tels que des nématodes ou des petits crustacés qu'ils capturent.
Ce sont des animaux solitaires que l'on trouve seulement dans les abysses.

## Taxinomie
Ordre Aspiraculata
- Famille Hexacrobylidae
  - Genre Gasterascidia – valide en tant que Oligotrema Bourne, 1903
    - Gasterascidia lyra – valide en tant que Oligotrema lyra Monniot C. & Monniot F., 1973
    - Gasterascidia sandersi – valide en tant que Oligotrema sandersi (Monniot C. & Monniot F., 1968)

  - Genre Hexadactylus – valide en tant que Asajirus Kott, 1989
    - Hexadactylus arcticus – valide en tant que Asajirus indicus (Oka, 1913)
    - Hexadactylus eunuchus – valide en tant que Asajirus indicus (Oka, 1913)
    - Hexadactylus ledanoisi – valide en tant que Asajirus ledanoisi (Monniot C. & Monniot F., 1990)

  - Genre Oligotrema – inclus dans la famille des Molgulidae
    - Oligotrema lyra
    - Oligotrema psammites

  - Genre Sorbera – valide en tant que Oligotrema Bourne, 1903
    - Sorbera unigonas – valide en tant que Oligotrema unigonas (Monniot C. & Monniot F., 1974)
    - Sorbera digonas – valide en tant que Oligotrema psammites Bourne, 1903

#### Publication originale
- Claude Monniot, Françoise Monniot et Françoise Gaill, « Les Sorberacea: une nouvelle classe de Tuniciers », Archives de zoologie expérimentale et générale, Paris (France), CNRS, vol. 116, no 1,‎ 1975, p. 77–122.

#### Autres publications
- Claude Monniot et Françoise Monniot, « Nouvelles Sorberacea (Tunicata) profondes de l'Atlantique Sud et de l'Océan indien » (scientifique), Cahiers de biologie marine, Roscoff (France), CNRS, vol. 25, no 2,‎ 1984, p. 197–215 (ISSN 0007-9723, lire en ligne [PDF], consulté le 21 avril 2017).